# 15499 Cloyd
15499 Cloyd (1999 FY8) là một tiểu hành tinh vành đai chính.